# Gonospira bourguignati
Gonospira bourguignati е вид коремоного от семейство Streptaxidae.

## Разпространение
Видът е разпространен в Реюнион.